# Лук клубочный
Лук клубочный (лат. Allium glomeratum) — многолетнее травянистое растение, вид рода Лук (Allium) семейства Луковые (Alliaceae).

## Распространение и экология
В природе ареал вида охватывает Тянь-Шань.
Произрастает на глинистых и каменистых склонах.

## Ботаническое описание
Луковица яйцевидная, диаметром 1—1,5 мм, наружные оболочки серые, бумагообразные, с тонкими, параллельными жилками, продолженные, обхватывающие основание стебля. Стебель высотой 10—20 см, часто изогнутый, до половины одетый гладкими влагалищами листьев.
Листья в числе двух—трёх, шириной 0,5—1,5 мм, узколинейные, плоские, желобчатые, гладкие или по краю шероховатые, примерно равны стеблю.
Чехол остающийся, почти равен зонтику. Зонтик коробочконосный, полушаровидный, густой, немногоцветковый. Цветоножки почти равные, немного короче или равны околоцветнику, при основании с узкими прицветниками. Листочки колокольчатого околоцветника, розово-фиолетовые, с более тёмной жилкой, ланцетные, острые, длиной 4—5 мм. Нити тычинок равны или немного короче листочков околоцветника, при основании между собой и с околоцветником сросшиеся, цельные, шиловидные, почти равные; пыльники фиолетовые. Столбик едва выдается из околоцветника.
Коробочка в полтора раза короче околоцветника.

## Таксономия
Вид Лук клубочный входит в род Лук (Allium) семейства Луковые (Alliaceae) порядка Спаржецветные (Asparagales).
|  |                                      |  |                                                             |                                                             |                   |  | ещё 24 семейства (согласно Системе APG II) | ещё 24 семейства (согласно Системе APG II) |                     |  |  |  | ещё более 870 видов |
|  |                                      |  |                                                             |                                                             |                   |  | ещё 24 семейства (согласно Системе APG II) | ещё 24 семейства (согласно Системе APG II) |                     |  |  |  | ещё более 870 видов |
|  |                                      |  |                                                             | порядок Спаржецветные                                       |                   |  |                                            |                                            | род Лук             |  |  |  |                     |
|  |                                      |  |                                                             | порядок Спаржецветные                                       |                   |  |                                            |                                            | род Лук             |  |  |  |                     |
|  | отдел Цветковые, или Покрытосеменные |  |                                                             |                                                             | семейство Луковые |  |                                            |                                            | вид Лук клубочный   |  |  |  |                     |
|  | отдел Цветковые, или Покрытосеменные |  |                                                             |                                                             | семейство Луковые |  |                                            |                                            |                     |  |  |  |                     |
|  |                                      |  | ещё 44 порядка цветковых растений (согласно Системе APG II) | ещё 44 порядка цветковых растений (согласно Системе APG II) |                   |  |                                            | ещё около 300 родов                        | ещё около 300 родов |  |  |  |                     |
|  |                                      |  |                                                             | ещё 44 порядка цветковых растений (согласно Системе APG II) |                   |  |                                            |                                            | ещё около 300 родов |  |  |  |                     |